# Maria Konopnicka

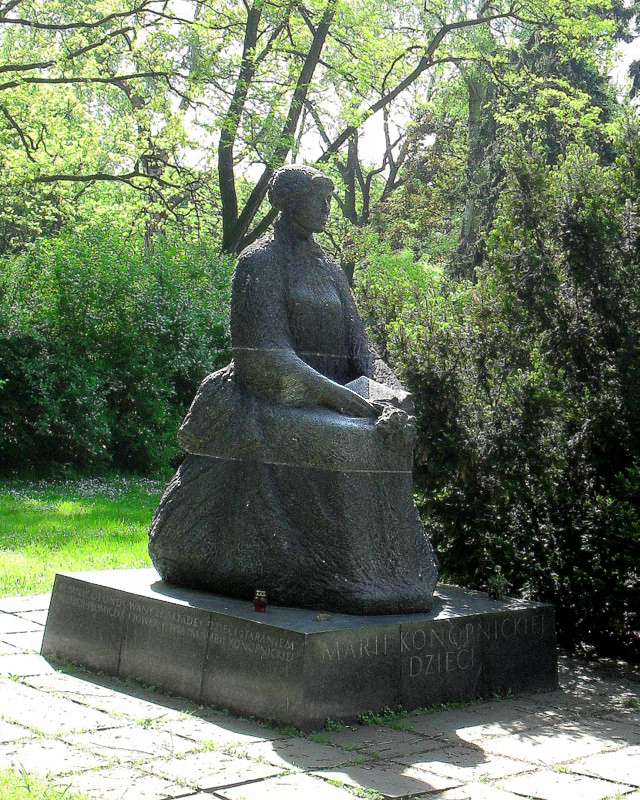
Varsovia

Maria Konopnicka (Suwałki, 23 de mayo de 1842-Leópolis, 8 de octubre de 1910) fue una poetisa, narradora, traductora, crítica literaria, ensayista y periodista polaca.

## Biografía
Nació en 1842 en Suwałki, Polonia, de donde se trasladó con su familia a la edad de siete años a la ciudad de Kalisz. A los veinte años se casó con Jarosław Konopnicki. El gobierno zarista acusó a su esposo de guardar armas de los rebeldes del Levantamiento de 1863 en su casa, pero felizmente la pareja logró cruzar la frontera e irse a radicar a Dresde y Viena por un tiempo. Maria tuvo ocho hijos en el transcurso de diez años, dos de los cuales murieron recién nacidos. En 1876 se separó de su esposo y en 1877 se mudó a Varsovia con sus hijos. Posteriormente tuvo varias estadías en Austria, Suiza y Alemania y radicó en Cracovia y Żarnowiec.

## Obra escrita
Su obra fue muy variada. Escribió libros para niños, algunos cargados con un toque mágico como Sobre los enanos y la huerfanita Marysia (“O kransoludakch i sierotce Marysi”) o el poema Buscando bayas (“Na jagody”) y otros como Sobre Juanito, el viajero (“O Janku wędrowniczku”). Sus hijos fueron los primemos destinatarios de sus poemas para niños. La temática de su poesía fue muy variada; desde poesía lírica como “El extrañar” (“Tęsknota”), poesía patriótica como “Juramento" (“Rota”), poesía descriptiva de la naturaleza como “Una mañana de invierno” (“Zimowy poranek”) y poesía de denuncia social como “El arrendatario libre” (“Wolny najmita”). Escribió también varios relatos de corte realista. Entre los más conocidos están “Nuestra yegua” (“Nasza szkapa”), “Dym” (“El humo”), ambos relatos de denuncia social, “Mendel Gdański” (“Mendel de Gdańsk”), relato que denuncia el antisemitismo en Polonia, “Las personas y las cosas”, (“Ludzie i rzeczy”), relato de corte sicológico y muchos otros más. También escribió sobre arte y literatura. Colaboró con diversas revistas denunciando la situación social, de las mujeres y de Polonia, repartida entre tres potencias extranjeras.

## Traducciones literarias
Tradujo literatura del alemán, italiano, francés, inglés y checo al polaco.

## Lucha en defensa del idioma polaco
Fue una de las gestoras de la protesta internacional contra el castigo que sufrieron los niños de Września por responder en polaco, negándose a contestar en alemán a las preguntas en la clase de religión en el colegio.